# Integrated Services Digital Network
Integrated Services Digital Network (ISDN) är en standard för digital telefoni som togs fram under 1980-talet. ISDN består av två kanaler, en för tal och en separat kanal för kontrollsignalering.
Fördelen med ISDN är att det motsvarar det äldre analoga telefonnätet och kan byggas på samma koppartrådar som detta. Telefonstationen måste uppgraderas med ny hårdvara som gör att digitala signaler skickas över koppartråden hem till abonnenten, och abonnenten måste endera skaffa helt ny telefon eller (vilket är vanligare) använda en ”terminal adapter” (TA) som sitter vid första telefonjacket och ansluter dels vanliga analoga telefoner, dels dataterminaler och faxapparater som kan utnyttja de digitala tjänsterna. Varje abonnentlinje innehåller två talkanaler och en signaleringskanal. Att installera ISDN blir därför som att få två telefonlinjer hem, utan att någon ny koppartråd behöver dras. När talkanalerna används för telefoni klarar den 4 kHz bandbredd (8000 samples per sekund à 8 bitar), vilket är detsamma som vanligt telefonljud (bra för tal, men inte Hi-Fi). När de i stället används för dataöverföring klarar de 64 kbps i båda riktningar, vilket är snabbare än något akustiskt modem (de snabbaste V.90?-modemen klarar 56 kbps ner och 33 kbps upp), och om båda talkanalerna används för datatrafik blir överföringshastigheten 128 kbps. Den vanliga abonnentledningen med två linjer kallas basanslutning eller Basic Rate Interface (BRI). ISDN finns även som företagsanslutning med 30 linjer och kallas då primäranslutning eller Primary Rate Interface (PRI). Den vanligaste BRI-konfigurationen är 2B+D (två B plus D)där B står för Basic-rate (64 kbps) och D står för Dialing. Ett PRI interface är 30B+2D.
D-kanalen används för signalering medan B-kanalerna används för den primära dataöverföringen i form av tal eller data.
ISDN-standarden har även inbyggt stöd för X.25. I D-kanalen kan man sända X.25 i upp till 9,6 kbps. D-kanalen kan bära totalt 16 kbps.
Även för företagsväxlar och centralt i telefonnätet används ISDN. Man talar om abonnentledningen (två tal- och en signalkanal) som BRI eller Basic Rate Interface, medan man i större system använder PRI eller Primary Rate Interface som har 30 talkanaler och 2 signalkanaler. En PRI använder totalt 2 Mbps. Det finns instickskort som hanterar PRI och med ett sådant kan man bygga en hel telefonväxel för 30 linjer med en ensam persondator.
Standarden var klar i mitten/slutet av 1980-talet och byggdes ut kraftigt i en del länder, däribland Finland och Frankrike. I Sverige bromsades utbyggnaden av Telias höga prissättning. Bland annat var den första abonnenten i ett område tvungen att själv bekosta utbyggnaden av hela telefonstationen. Först i slutet av 1990-talet började Telia med lockpriser på ISDN, som går under flera varumärken, bland annat Telia Duocom.
Principen att återanvända kopparnätet för mer avancerad kommunikation går igen i de olika DSL-varianterna som tar fasta på att många vill ha en fast förbindelse till Internet med högre hastighet (så kallat bredband) och dessutom ha möjligheten att ringa vanliga telefonsamtal. I stället för de två likadana talkanaler som ISDN erbjuder, ger DSL en analog talkanal och en snabb dataförbindelse, som i SDSL är symmetrisk (lika snabb åt båda hållen) och i ADSL är snabbare för nedladdning av filer och visning av webbsidor, men är lite långsammare för uppladdning i den användningsform som är användbarast för ADSL-protokollet.